# Bob Jessop

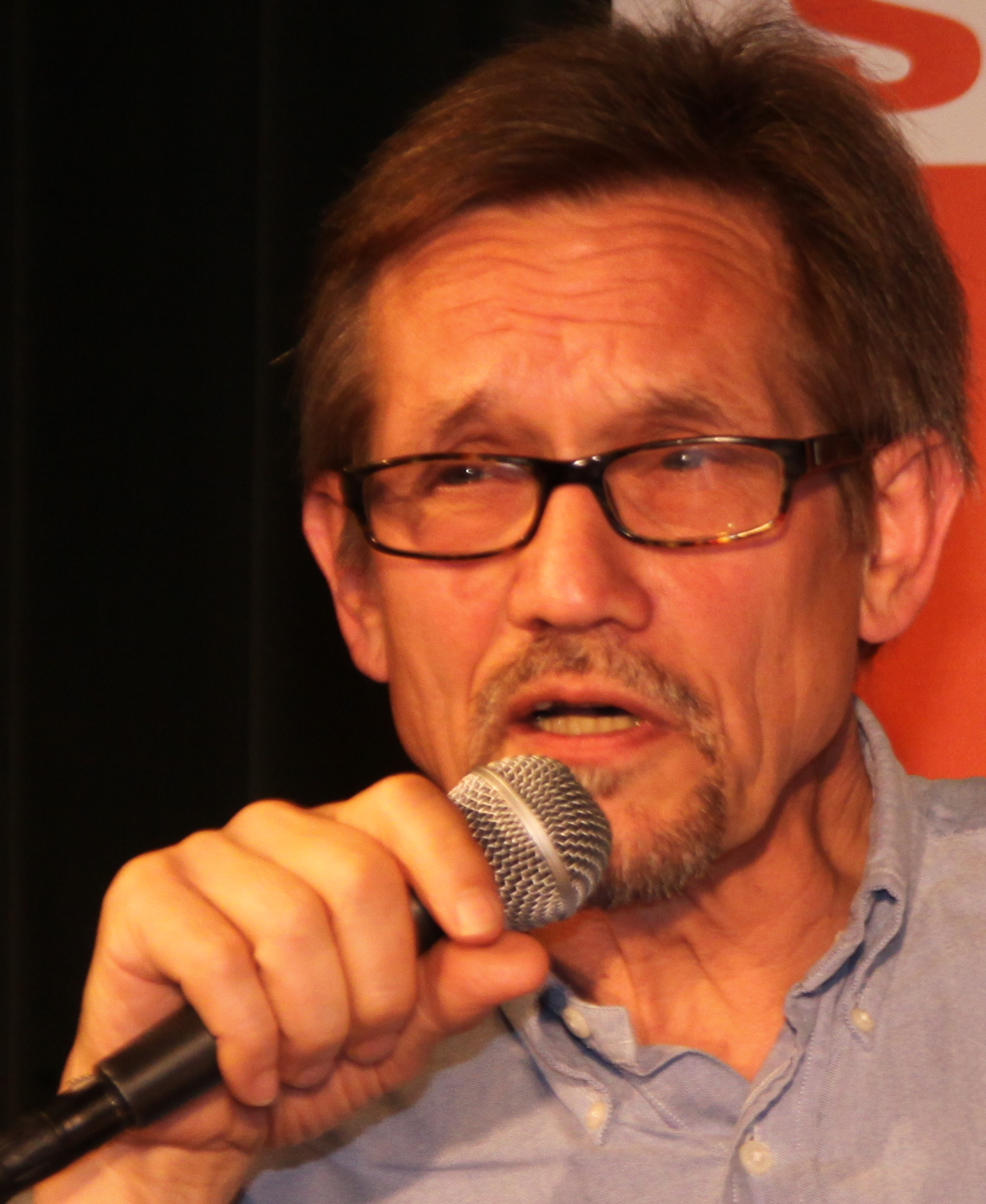
Bob Jessop (Berlin 2012)

Bob Jessop (* 3. März 1946) ist ein britischer marxistischer Ökonom, Soziologe und Politikwissenschaftler. Zu seinen wissenschaftlichen Schwerpunkten gehört die Staatstheorie.

## Leben und Wirken
Jessop studierte Soziologie an der University of Exeter. Anschließend wurde er Research Fellow in Social and Political Sciences am Downing College in Cambridge. Ab 1975 unterrichtete er an der University of Essex in den Fächern Politische Soziologie, Staatstheorie und Politische Ökonomie. Bob Jessop ist seit 1990 Professor für Soziologie an der Lancaster University.
Sein wissenschaftlich-thematischer Schwerpunkt ist es den kapitalistischen Staat an sich sowie „die ihn prägenden Dynamiken der politischen Transformation“ zu analysieren. Seine Beschäftigung mit dem Thema Staat geht bis in die 1970er Jahre zurück.
In theoretischer Hinsicht setzt sich Jessop mit der Regulationstheorie, den Theorien von Nicos Poulantzas und Antonio Gramsci sowie der Diskursanalyse und dem Theorem der Autopoiesis aus der Systemtheorie auseinander. Hinzu kommt sein Rückgriff auf Überlegungen von Claus Offe, auf denen Jessop das Konzept der strategischen Selektion aufbaut. Er unternimmt den Versuch diese Ansätze miteinander in Verbindung zu bringen, bezieht sich also nicht nur auf rein marxistische Theoriestränge.
Jessops übergeordnetes Interesse ist die Entwicklung einer „strategisch-relationale[n] Konzeption kapitalistischer Vergesellschaftung“. Das Projekt der Entwicklung und Anwendung des „strategic-relational approach“ umfasst bislang fünf Bücher, angefangen mit The Capitalist State: Marxist Theories and Methods veröffentlicht im Jahr 1982. Jessops bislang nicht abgeschlossenes Ziel ist es, die „theoretically informed critical history of the changing political economy of post-war Britain“ zu schreiben und dabei die Veränderung des britischen Staates in einen breiten ökonomischen, politischen und soziokulturellen Kontext einzubetten. Die weiteren Veröffentlichungen zu diesem Thema sind sein Werk über Nicos Poulantzas, der Band State Theory: Putting the Capitalist State in Its Place sowie The future of the capitalist state.
Nach Jessops Einschätzung habe in Europa die Entwicklung vom sogenannten Keynesian Welfare National State hin zum Schumpeterian Workfare Postnational Regime als Resultat der Krise des Fordismus und der Arbeitsgesellschaft stattgefunden.
Jessops Forschung gipfelt in der Entwicklung einer Cultural Political Economy, deren Konturen er gemeinsam mit Ngai-Ling Sum ausarbeitet.
Jessop wurde 1997 Ehrendoktor der Universität Roskilde. Für ihr Buch Beyond the Regulation Approach Putting Capitalist Economies in their Place wurden Jessop und seine Koautorin Ngai-Ling Sum 2006 mit dem Gunnar-Myrdal-Preis ausgezeichnet.

## Schriften (Auswahl)
- Social Order, Reform, and Revolution. Macmillan, London 1972, ISBN 0-333-11541-4.
- Traditionalism, Conservatism, and British Political Culture. Allen & Unwin, London 1974, ISBN 0-04-329017-5.
- The Capitalist State: Marxist Theories and Methods. Blackwell, Oxford 1982, ISBN 0-8147-4163-0.
- Nicos Poulantzas: Marxist Theory and Political Strategy. Macmillan, London 1985, ISBN 0-333-28929-3.
- Thatcherism: a Tale of Two Nations. (mit Kevin Bonnett, Simon Bromley, Tom Ling). Polity, Cambridge 1988, ISBN 0-7456-0669-5.
- State Theory: Putting the Capitalist State in Its Place. Polity, Cambridge 1990, ISBN 0-7456-0290-8.
- Strategic Choice and Path-Dependency in Post-Socialism: Institutional Dynamics in the Transformation Process. (mit Jerzy Hausner, Klaus Nielsen). Edward Elgar, Aldershot 1995, ISBN 1-85898-045-3.
- Die Zukunft des Staates. Denationalisierung, Internationalisierung, Renationalisierung. (mit Joachim Hirsch, Nicos Poulantzas). VSA, Hamburg 2001, ISBN 3-87975-828-X.
- The future of the capitalist state. Polity, Cambridge 2002, ISBN 0-7456-2273-9.
- Beyond the Regulation Approach. Putting Capitalist Economies in their Place. mit Ngai-Ling Sum. Edward Elgar, Cheltenham 2007, ISBN 978-1-84542-037-6.
- Kapitalismus, Regulation, Staat: Ausgewählte Schriften. (hrsg. von Bernd Röttger, Victor Rego Diaz). Argument, Hamburg 2007, ISBN 978-3-88619-332-5.
- State Power: A Strategic-Relational Approach. Polity, Cambridge 2006, ISBN 0-7456-3320-X.
- Towards A Cultural Political Economy. Putting Culture in its Place in Political Economy. mit Ngai-Ling Sum. Edward Elgar, Cheltenham 2014, ISBN 978-1-84542-036-9.
- The State. Past, Present, Future. Polity, Cambridge 2016, ISBN 978-0-7456-3305-3.
- gemeinsam mit Henk Overbeek (Hrsg.): Transnational Capital and Class Fractions: The Amsterdam School Perspective Reconsidered, New York 2018, ISBN 978-0-8153-6960-8.
- gemeinsam mit Karim Kniou (Hrsg.): The Pedagogy of Economic, Political and Social Crises: Dynamics, Construals and Lessons, New York 2018, ISBN 978-1-138-06250-4.
- Putting Civil Society in Its Place. Governance, Metagovernance and Subjectivity. Polity, Cambridge 2020, ISBN 978-1-4473-5495-6.